# Ippolito Pico della Mirandola
Ippolito Pico della Mirandola (Francia, 29 novembre 1540 – Jarnac, 5 aprile 1569) è stato un nobile e militare italiano.

## Biografia
Era figlio terzogenito di Galeotto II Pico e di Ippolita Gonzaga. Il padre, dopo aver ucciso lo zio Gianfrancesco II nel 1533, si mise sotto la protezione del re di Francia e nel 1536 inviò la moglie e i figli alla corte di Francesco I di Francia, mentre in seguito prese residenza nella Signoria di Bouteville.
Il 6 settembre 1554 Ippolito si trovava a Compiègne, da cui scrisse una lettera alla Duchessa di Mantova.
Ancora giovane, si arruolò nell'esercito del re Enrico II di Francia e del successore Francesco II di Francia, con cui combatté strenuamente in diverse battaglie contro gli Ugonotti comandati da Luigi I Borbone, principe di Condè. Il 3 agosto 1562 Ippolito si trovava con la guarnigione a Blois, dove fu costretto a chiedere un prestito.
Nel 1565 fu ingaggiato come luogotenente della compagnia di Ludovico Gonzaga, duca di Nevers; nello stesso anno venne spedito dal Re di Francia a governare la Mirandola, in assenza del fratello Ludovico II Pico della Mirandola, giungendovi la sera del 30 giugno.
Nel 1566 partecipò alle guerre d'Ungheria sotto le bandiere imperiali, con il beneplacito del Re di Francia.

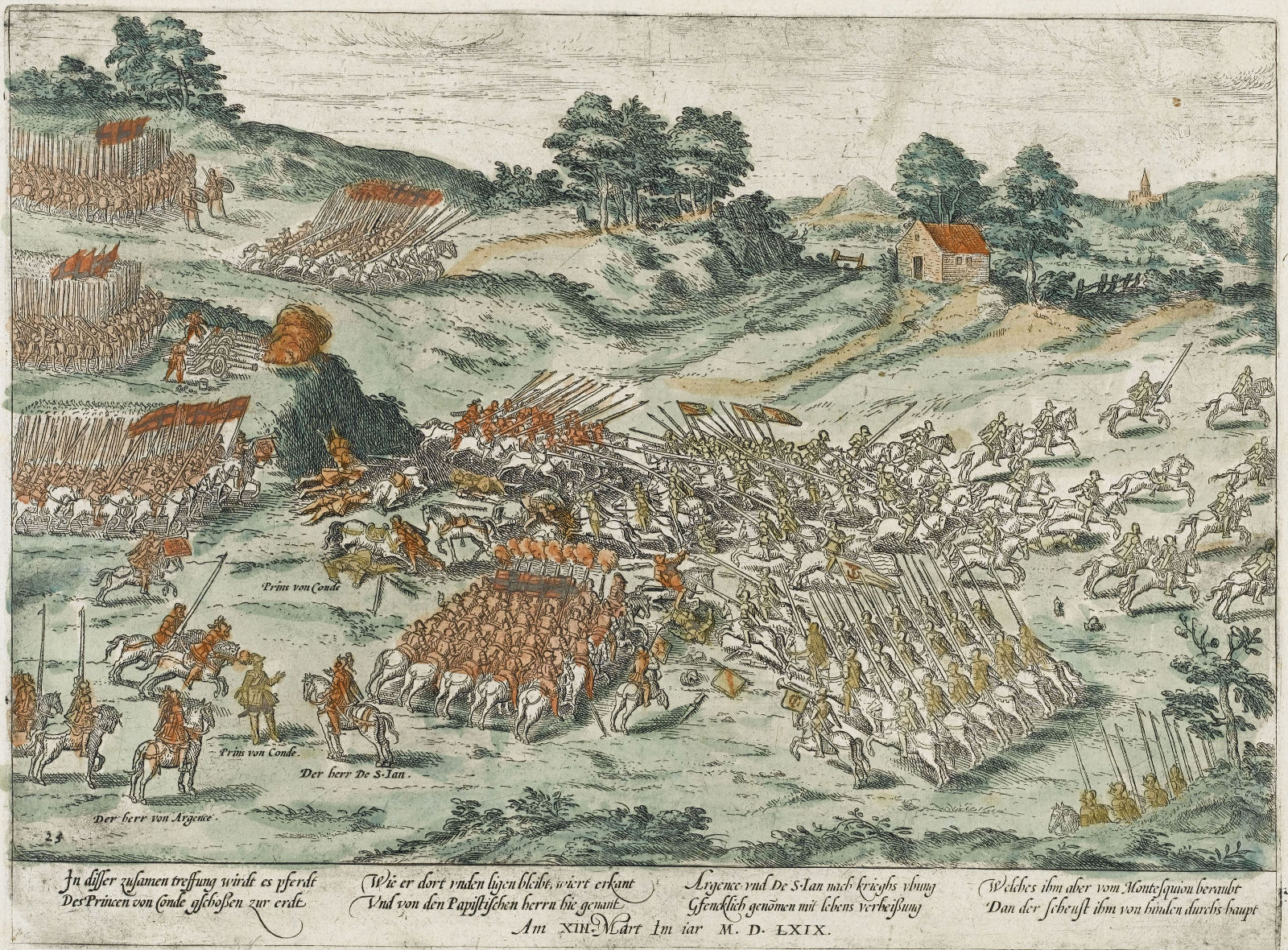
La battaglia di Jarnac del 13 marzo 1569, in cui Ippolito Pico fu ferito a morte.

Nel 1568 fu nominato cavaliere dell'Ordine di San Michele da re Carlo IX di Francia.
Dopo la morte del fratello Ludovico II (18 dicembre 1568), fu nominato insieme all'altro fratello Luigi Pico e alla cognata Fulvia da Correggio, quale conte reggente della Mirandola e di Concordia e tutore di Galeotto III Pico della Mirandola (che all'epoca aveva 4 anni). Tuttavia, poco dopo, militando nelle truppe della Lega cattolica del re Carlo IX di Francia contro gli Ugonotti, sotto la guida del duca d'Angiò, venne gravemente ferito da un colpo di archibugio nella sanguinosa battaglia di Jarnac combattuta il 13 marzo (altre fonti citano la battaglia di Bassac del 16 marzo) nell'ambito delle Guerre di religione francesi e morì il 5 aprile 1569 all'età di 28 anni. La notizia della morte giunse alla Mirandola solo il 4 dicembre, essendo stato svaligiato il corriere per due volte.

## Monumento nel Pantheon dei Pico

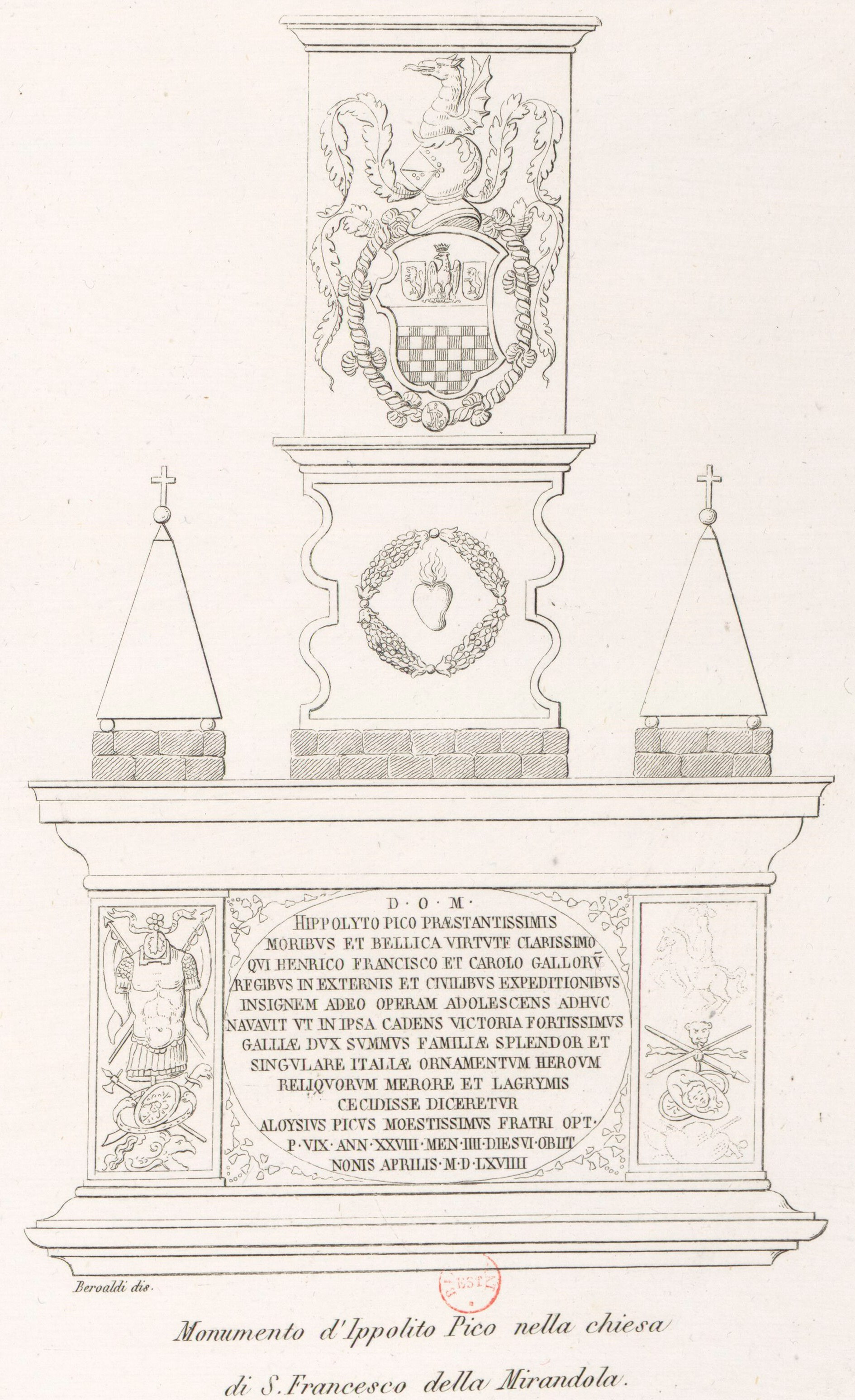
Monumento d'Ippolito Pico nella chiesa di S. Francesco della Mirandola

Il cuore imbalsamato di Ippolito venne sepolto nel Pantheon dei Pico, nella parte sinistra del coro della chiesa di San Francesco a Mirandola,, dove il fratello Luigi Pico commissionò in Francia un'elegante monumento in marmo (poi rovinato durante l'occupazione delle truppe francesi nel 1798), decorato con bassirilievi a foggia di trofei e una lapide di marmo nero in cui sono ricordate le virtù militari sovrastate da un cuore circondato dal collare dell'Ordine di San Michele e dallo stemma di famiglia.
Hippolyto Pico præstantissimis 

Moribus et bellica virtute clarissimo 

Qui Henrico Francisco et Carolum Gallorum 

Regibus in externis et civilibus expeditionibus 

Insignem adeo operam adolescens adhuc 

Navavit ut in ipsa cadens victoria fortissimus 

Galliæ dux summus familiæ splendor et 

Singulare Italiæ ornamentum heroum 

Reliquorum merore et lagrymis 

Cecidisse diceretur 

Aloysius Picus modestissimus fratri opt. 

P. Vix ann. XXVIII Men. IIII Dies VI. Obiit 

Nonis Aprilis M.D.LXVIIII.»
All'eccezionale Ippolito Pico 

distintissimo per carattere e abilità militare 

che Enrico Francesco e Carlo re dei Galli 

nelle campagne estere e civili 

ancora giovane di così insigne attenzione 

combattè fortissimo per la vittoria 

del principe di Gallia, splendore della famiglia e 

singolare e sommo eroe d'Italia. 

Tristezza e lacrime dei sopravvissuti 

si direbbe caduto 

Luigi Pico, fratello modestissimo, pose. 

Morì a soli 28 anni, 4 mesi e 6 giorni 

nella nona di aprile del 1569»
(Lapide a Ippolito Pico)

## Ascendenza
|                               |                       |                                          | Genitori                          |  |  | Nonni |  |  | Bisnonni        |  |  | Trisnonni            |  |
|                               |                       |                                          |                                   |  |  |       |  |  | Galeotto I Pico |  |  | Gianfrancesco I Pico |  |
|                               |                       |                                          |                                   |  |  |       |  |  | Galeotto I Pico |  |  | Gianfrancesco I Pico |  |
|                               |                       | Giulia Boiardo                           |                                   |  |  |       |  |  | Galeotto I Pico |  |  |                      |  |
| Ludovico I Pico               |                       |                                          |                                   |  |  |       |  |  | Galeotto I Pico |  |  |                      |  |
|                               |                       | Bianca d'Este                            | Niccolò III d'Este                |  |  |       |  |  |                 |  |  |                      |  |
|                               |                       | Bianca d'Este                            | Niccolò III d'Este                |  |  |       |  |  |                 |  |  |                      |  |
|                               |                       | Bianca d'Este                            | Anna de' Roberti                  |  |  |       |  |  |                 |  |  |                      |  |
| Galeotto II Pico              |                       | Bianca d'Este                            |                                   |  |  |       |  |  |                 |  |  |                      |  |
|                               |                       | Gian Giacomo Trivulzio                   | Antonio Trivulzio                 |  |  |       |  |  |                 |  |  |                      |  |
|                               |                       | Gian Giacomo Trivulzio                   | Antonio Trivulzio                 |  |  |       |  |  |                 |  |  |                      |  |
|                               |                       | Gian Giacomo Trivulzio                   | Francesca Visconti                |  |  |       |  |  |                 |  |  |                      |  |
| Francesca Trivulzio           |                       | Gian Giacomo Trivulzio                   |                                   |  |  |       |  |  |                 |  |  |                      |  |
|                               |                       | ?                                        | ?                                 |  |  |       |  |  |                 |  |  |                      |  |
|                               |                       | ?                                        | ?                                 |  |  |       |  |  |                 |  |  |                      |  |
|                               |                       | ?                                        | ?                                 |  |  |       |  |  |                 |  |  |                      |  |
| Ippolito Pico della Mirandola |                       | ?                                        |                                   |  |  |       |  |  |                 |  |  |                      |  |
|                               | Gianfrancesco Gonzaga | Ludovico II Gonzaga, marchese di Mantova |                                   |  |  |       |  |  |                 |  |  |                      |  |
|                               | Gianfrancesco Gonzaga | Ludovico II Gonzaga, marchese di Mantova |                                   |  |  |       |  |  |                 |  |  |                      |  |
|                               | Gianfrancesco Gonzaga | Barbara di Brandeburgo                   |                                   |  |  |       |  |  |                 |  |  |                      |  |
| Ludovico Gonzaga              | Gianfrancesco Gonzaga |                                          |                                   |  |  |       |  |  |                 |  |  |                      |  |
|                               |                       | Antonia del Balzo                        | Pirro del Balzo                   |  |  |       |  |  |                 |  |  |                      |  |
|                               |                       | Antonia del Balzo                        | Pirro del Balzo                   |  |  |       |  |  |                 |  |  |                      |  |
|                               |                       | Antonia del Balzo                        | Maria Donata Orsini               |  |  |       |  |  |                 |  |  |                      |  |
| Ippolita Gonzaga              |                       | Antonia del Balzo                        |                                   |  |  |       |  |  |                 |  |  |                      |  |
|                               |                       | Gianluigi II Fieschi                     | Gianluigi I Fieschi               |  |  |       |  |  |                 |  |  |                      |  |
|                               |                       | Gianluigi II Fieschi                     | Gianluigi I Fieschi               |  |  |       |  |  |                 |  |  |                      |  |
|                               |                       | Gianluigi II Fieschi                     | Luisetta Fregoso                  |  |  |       |  |  |                 |  |  |                      |  |
| Francesca Fieschi             |                       | Gianluigi II Fieschi                     |                                   |  |  |       |  |  |                 |  |  |                      |  |
|                               |                       | Caterina Del Carretto                    | Giovanni I Lazzarino Del Carretto |  |  |       |  |  |                 |  |  |                      |  |
|                               |                       | Caterina Del Carretto                    | Giovanni I Lazzarino Del Carretto |  |  |       |  |  |                 |  |  |                      |  |
|                               |                       | Caterina Del Carretto                    | Viscontina Adorno                 |  |  |       |  |  |                 |  |  |                      |  |
|                               |                       | Caterina Del Carretto                    |                                   |  |  |       |  |  |                 |  |  |                      |  |